# Bayerische Staatsbrauerei Weihenstephan

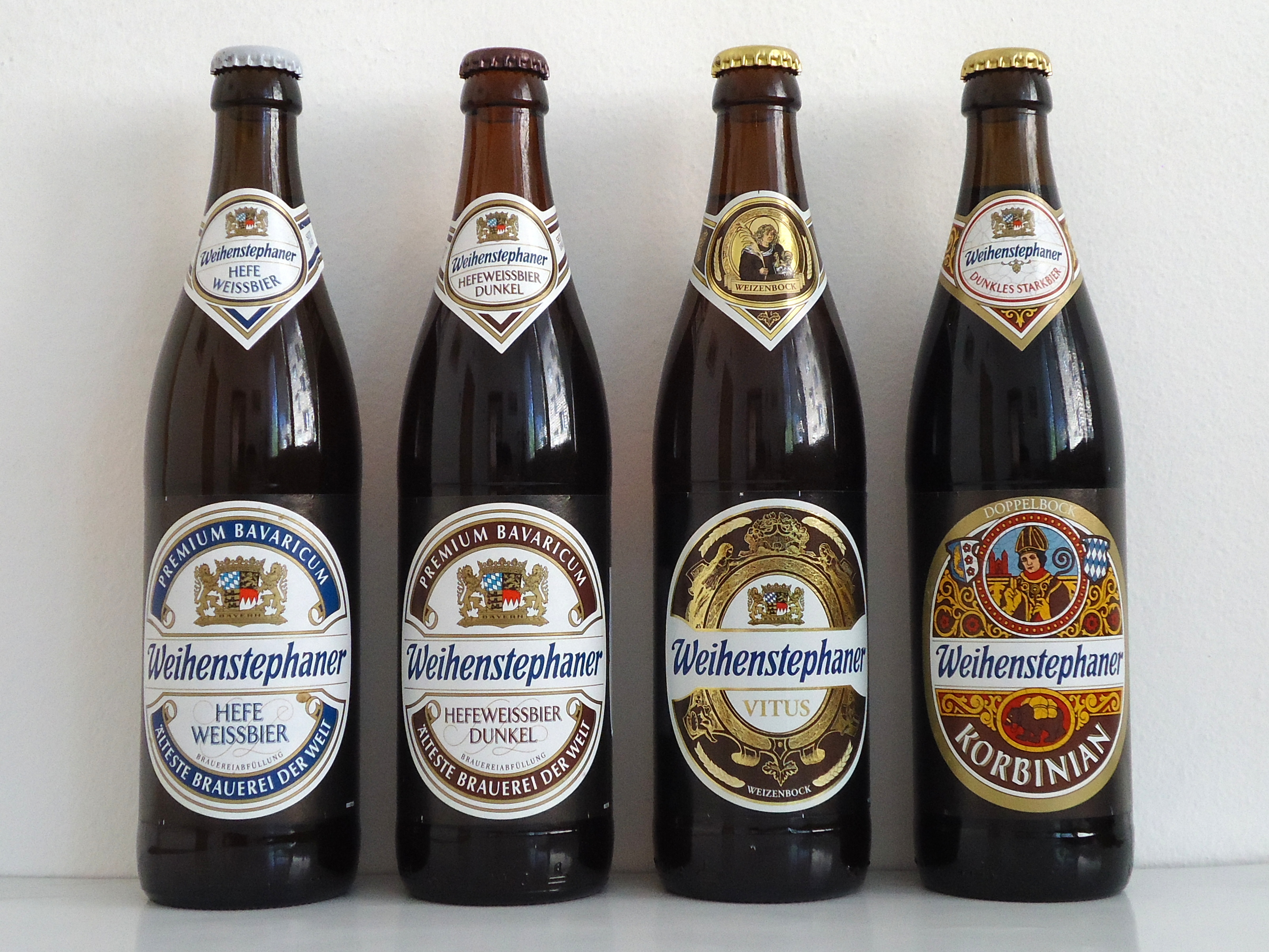
4 verschillende bieren van Weihenstephan

De Bayerische Staatsbrauerei Weihenstephan is een bierbrouwerij in het stadsdeel Weihenstephan van de Duitse stad Freising. De brouwerij is de oudste nog bestaande brouwerij ter wereld. In 1040 kreeg het Benedictijnse klooster het recht bier te brouwen en te verkopen in Freising. Omdat de echtheid van de oorkonde waarin dit recht wordt vermeld echter ter discussie staat, claimt ook de Klosterbrauerei Weltenburg de titel van "oudste brouwerij ter wereld".
In 1803 gingen het brouwrecht en alle eigendommen van de brouwerij over naar de staat Beieren. Beieren was toen nog een monarchie. Weihenstephan heeft geen gebruik gemaakt van het recht zich koninklijk te noemen. Wel wordt in elk etiket het koningswapen weergegeven. Sinds 1921 draagt de brouwerij bovendien het predicaat Bayerische Staatsbrauerei, Beierse staatsbrouwerij. De oudste bewaard gebleven gebouwen, het vroegere klooster, stammen nog uit de 17e eeuw. De installaties zijn echter hypermodern. Aan de brouwerij is een van de brouwersfaculteiten van de Technische Universiteit München verbonden: de Hochschule für Brauerei und Landwirtschaft.

## Assortiment
- Weihenstephaner Hefeweissbier Leicht
- Weihenstephaner Hefeweissbier Dunkel
- Weihenstephaner Hefeweissbier Alkoholfrei
- Weihenstephaner Kristallweißbier
- Weihenstephaner Original Bayerisch Mild
- Weihenstephaner Korbinian Doppelbock
- Weihenstephaner Pilsner
- Weihenstephaner Tradition
- Weihenstephaner Festbier
- Weihenstephaner Vitus